# Südfriedhof (Halle)

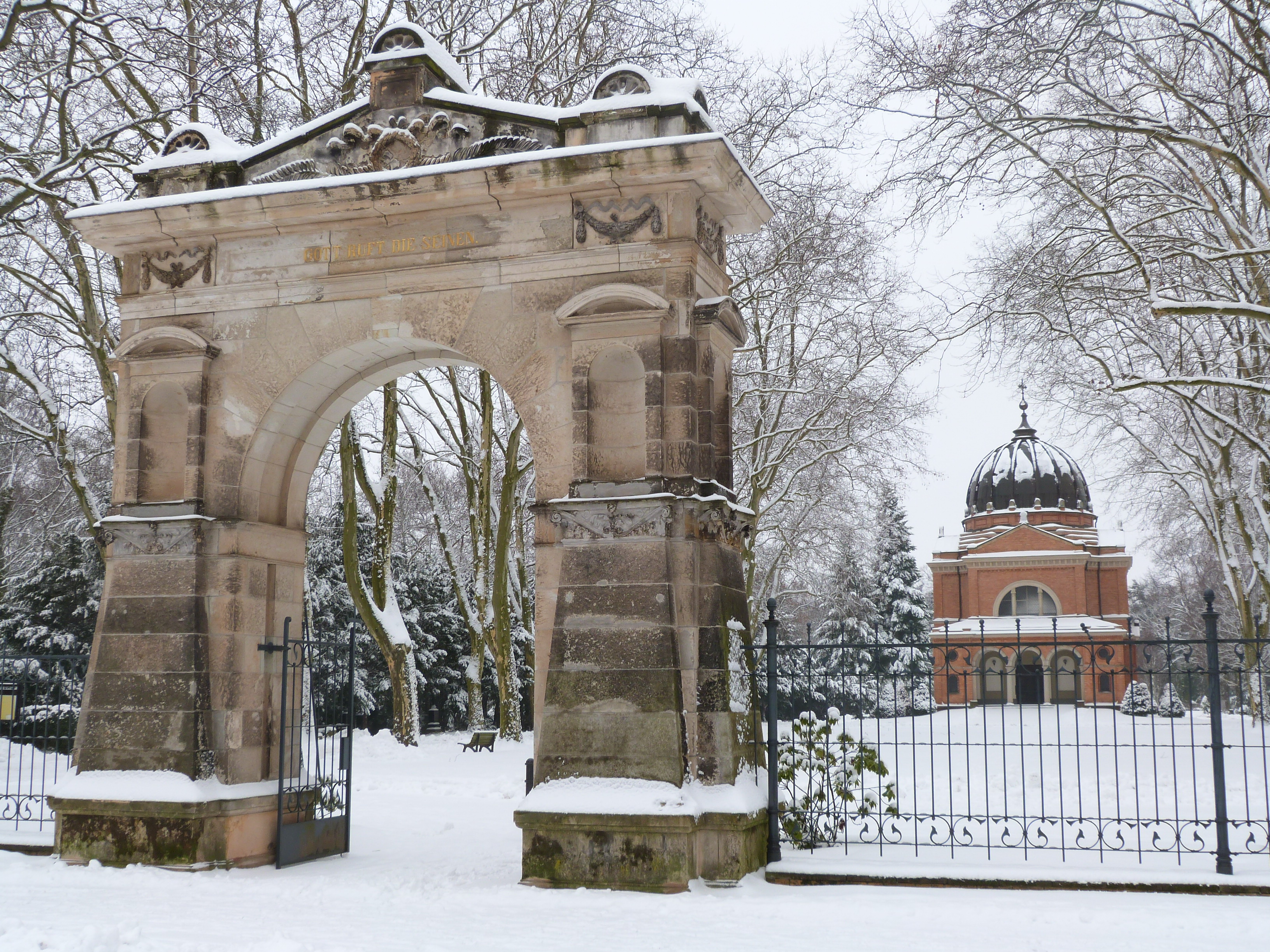
Eingangstor mit Kapelle

Der Südfriedhof ist eine Friedhofsanlage in Halle (Saale). Er gehört mit dem Gertraudenfriedhof und dem Nordfriedhof zu den größten Friedhöfen der Stadt Halle. Der Friedhof, er feierte 2012 sein 125-jähriges Bestehen, besitzt etwa 300 historisch bzw. kunstgeschichtlich bedeutende Grabstätten.

## Geschichte

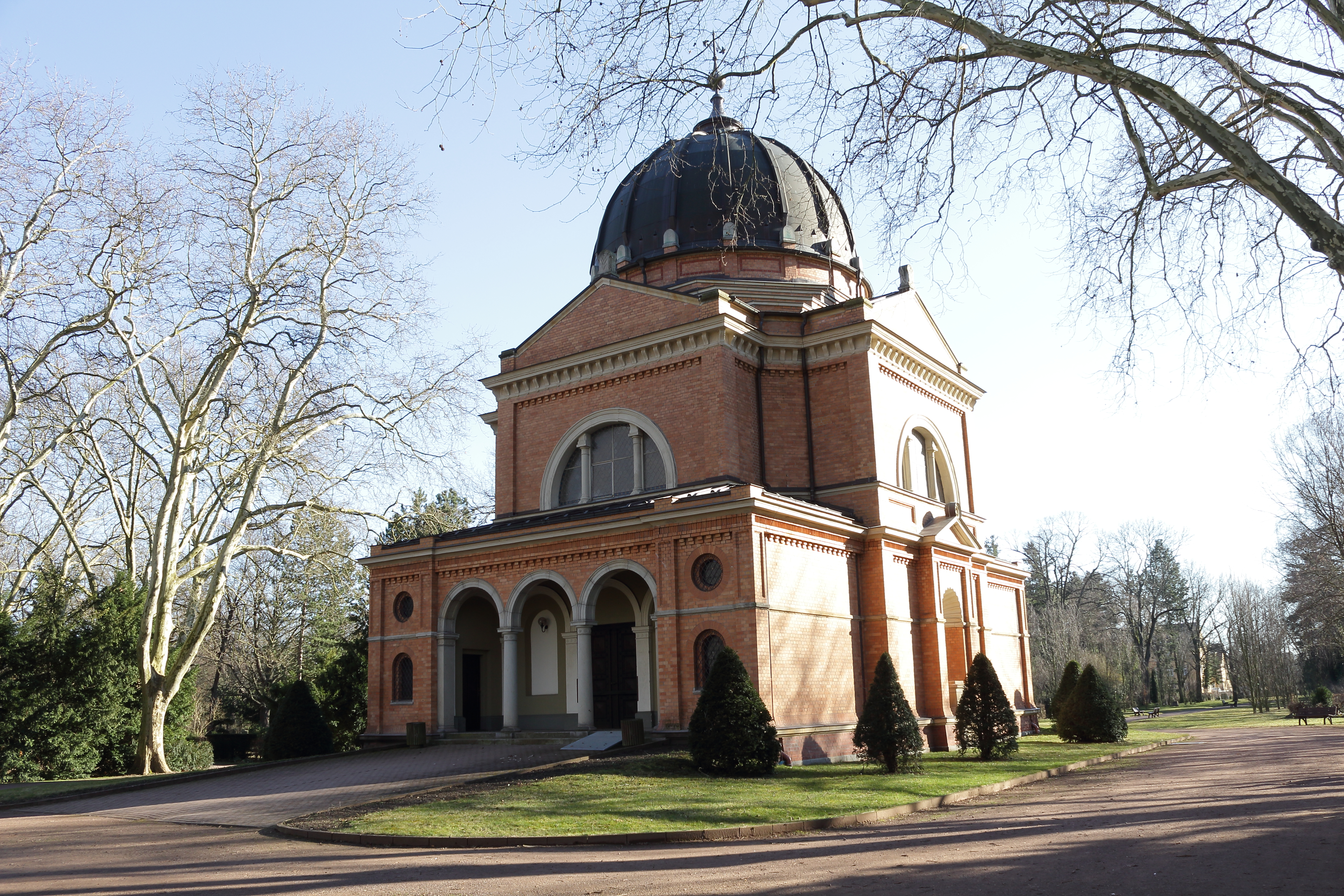
Friedhofskapelle

Der Südfriedhof entstand, nachdem der seit dem Mittelalter genutzte Stadtgottesacker und der 1851 eröffnete Nordfriedhof nicht mehr ausreichten. Mit der Industrialisierung und der rasanten Stadtentwicklung von Halle vor der Jahrhundertwende wurde die Anlage eines weiteren Zentralfriedhofes im Süden der Stadt notwendig. Bereits 1883 hatte die Stadt Halle 83 Morgen Ackerland zwischen der Merseburger Straße und der Beesener Straße zur Anlage eines Friedhofes für 300.000 Mark erworben. Zunächst wurden 47 Morgen für Friedhofszwecke eingefriedet.
Am 11. Dezember 1887 wurde der Südfriedhof von Oberbürgermeister Gustav Staude und in Anwesenheit der kommunalen Behörden feierlich eingeweiht. Die Pläne stammen vom halleschen Stadtbaurat Otto Karl Lohausen, die Ausführung übernahm Regierungsbaumeister Bucher. Die Steinmetzarbeiten wurden von einheimischen Firmen übernommen. Die Anlage des Südfriedhofes, mit heute 26,5 Hektar und 30.000 möglichen Grabstellen, kostete die Stadt Halle insgesamt 216.675 Mark und 78 Pfennig. Bereits zwei Tage nach der Einweihung fand am 13. Dezember 1887 die erste Beisetzung auf dem Friedhof statt und am gleichen Tag die erste Kinderbestattung auf der separat angelegten Kindergräberfläche.
Da das Gelände damals außerhalb der Stadt und damit in großer Entfernung von den Gemeindekirchen lag, wurde viel Wert auf eine sakrale Gestaltung gelegt. Die Architektur der als schlichte Ziegelbauten errichteten Gebäude im Eingangsbereich folgt Formen der italienischen Renaissance. Zum Eingangsbereich gehört ein großes Tor. Zentraler Bestandteil des Friedhofes ist eine große Friedhofskapelle mit 200 Plätzen, die als Kuppelbau mit einer Gesamthöhe von 25 Metern errichtet wurde. Der Grundriss der Kapelle ist kreuzförmig angelegt. Die Gestaltung als Kuppelbau und der mit Rundbögen ausgestattete Eingang vermitteln der Charakter eines Mausoleums. Die Hauptwege des Friedhofgeländes laufen auf diesen Zentralbau zu.

## Sondergrabanlagen

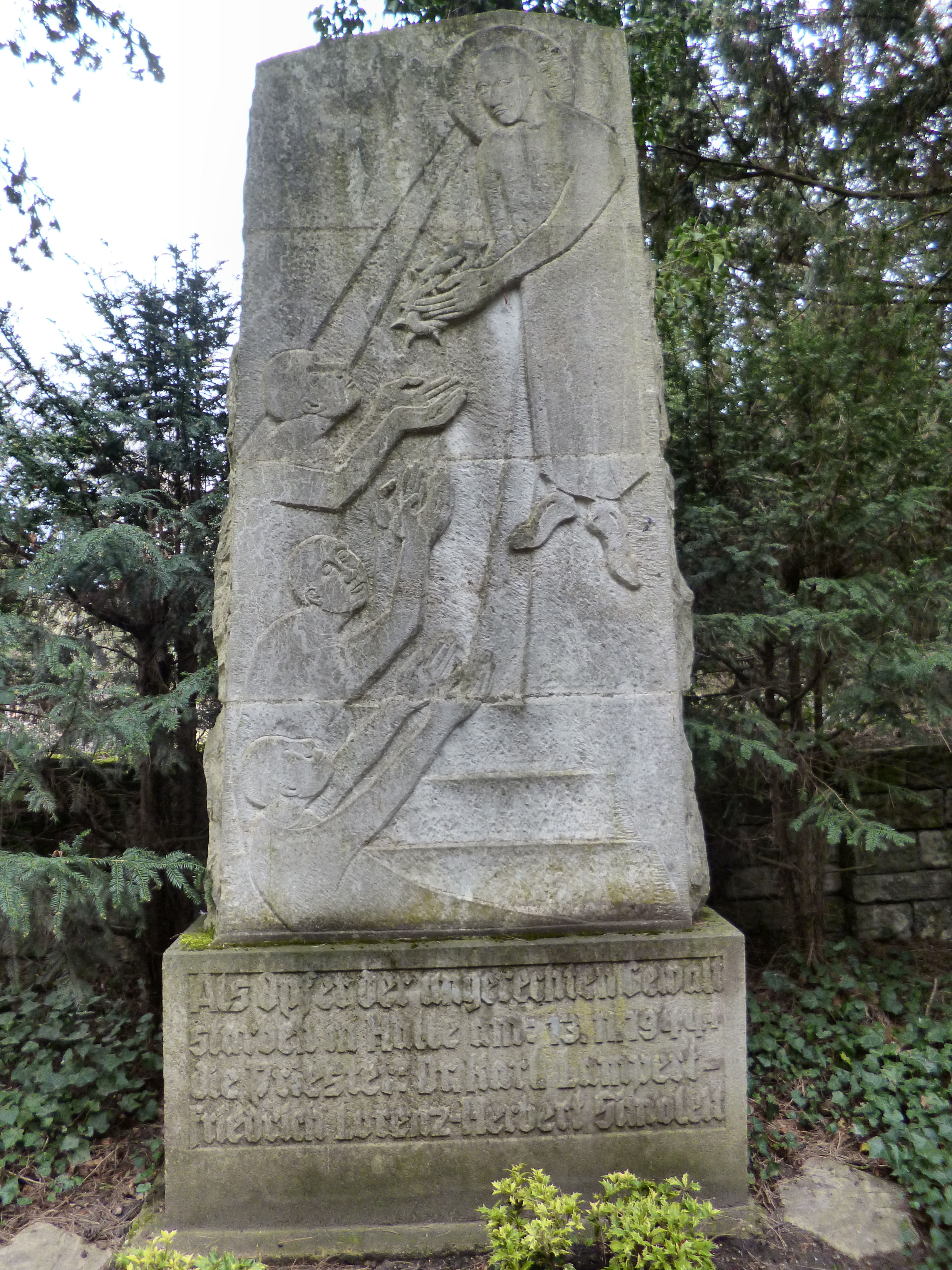
Gedenkstätte für die katholischen Geistlichen

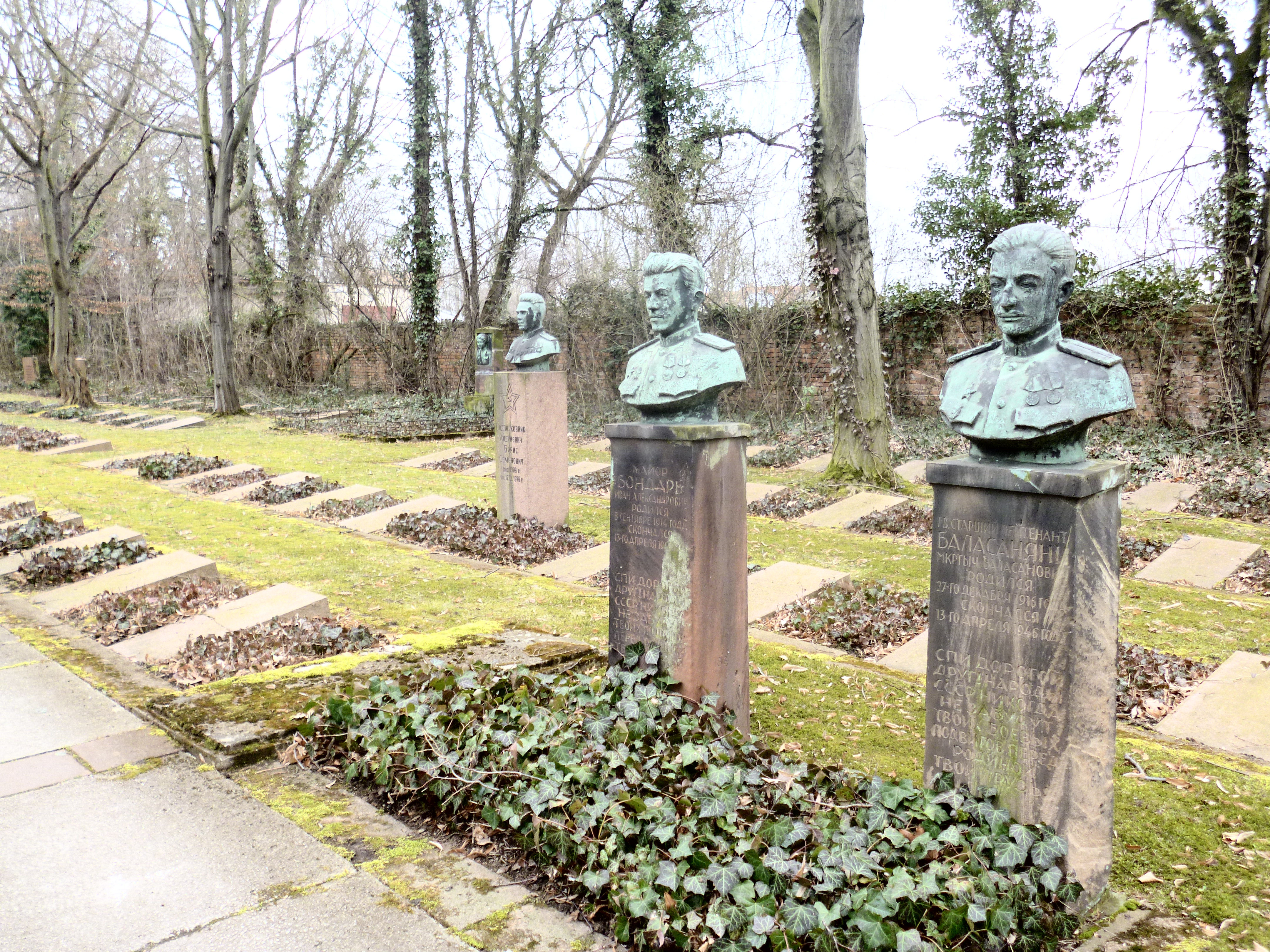
Sondergrabanlage der Roten Armee

Der Friedhof besitzt zahlreiche Sondergrabanlagen. Die Kongregation der Schwestern von der hl. Elisabeth richtete für die verstorbenen Schwestern des Provinzial-Mutterhauses in Halle eine eigene Grabfläche ein. Auch die verstorbenen Mönche des in Halle ansässigen Franziskaner Klosters der Gemeinde zur Heiligsten Dreieinigkeit haben ein eigenes Gräberfeld auf dem Südfriedhof. Ein Gedenkstein erinnert auf dem ehemaligen Reihengräberfeld an die Verstorbenen der halleschen Provinzial-Blindenanstalt.
Die fast 500 Bombenopfer der Luftangriffe auf Halle (Saale), die auf diesen Friedhof kamen, wurden in Gemeinschaftsgräbern beigesetzt. Diese liegen rechts neben dem Weg vom Haupteingang zur Friedhofskirche – getrennt durch zwei Reihen von Einzelgräbern. Die Toten erhielten nach dem Krieg einheitliche, individuelle Grabplatten aus Kalkstein. Da diese teilweise zerfallen waren, wurden sie 1995 durch witterungsbeständige, flach aufliegende Natursteine ersetzt. Auf ihnen sind die Namen der Opfer – darunter viele Kinder – sowie ihr Geburts- und Sterbejahr verzeichnet. Dazu kam an einer Seite ein, ebenfalls liegender, großer Gedenkstein mit der Inschrift "Bombenopfer - 2. Weltkrieg".
1966 wurde ein Gedenkstein für die drei katholischen Geistlichen Carl Lampert, Friedrich Lorenz und Herbert Simoleit aus Stettin errichtet, die 1944 im Zuchthaus Roter Ochse hingerichtet wurden.
Ab der 2. Hälfte des Jahres 1945 bis in die 1980er Jahre fanden auch Bestattungen der "Garnison Heide" der sowjetischen Streitkräfte auf einem Sondergräberfeld für Soldaten und Offiziere und deren verstorbene Angehörige, unter ihnen auch etliche Kinder, statt. Da einige der Armeeangehörigen im Kampf gegen die deutsche Wehrmacht ausgezeichnet wurden – darunter ein Träger des Titels „Held der Sowjetunion“ – sind ihre Grabsteine zum Teil wie Denkmäler, insbesondere in Form von Büsten, gestaltet worden. Auf diesem Gräberfeld wurde auch ein Denkmal von Alexander Matrossow aufgestellt, das ursprünglich im halleschen Stadtpark stand. Es war ein Geschenk von Halles Partnerstadt Ufa.
Außerdem gibt es eine gesonderte Grabstätte (Grabwiese) mit einem Gedenkstein für nichtbestattungspflichtige totgeborene Kinder.

## Grabstellen und Persönlichkeiten

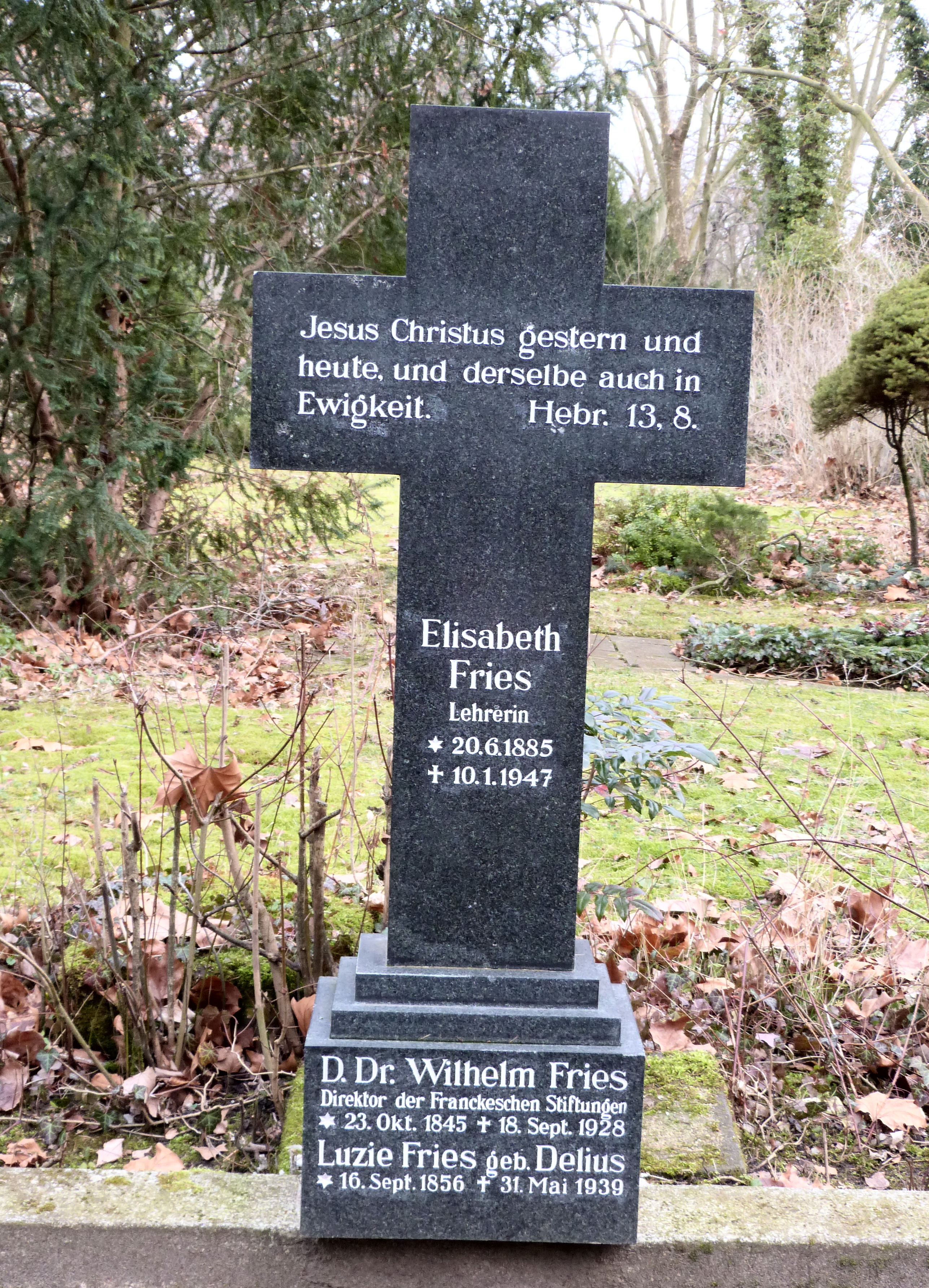
Grabstätte Wilhelm Fries

Auf dem Südfriedhof befinden sich Gräber bekannter Persönlichkeiten der Stadt Halle so unter anderem (chronologisch nach Geburtsjahr):
- Wilhelm Fries (* 1845; † 1928), Philologe und Pädagoge, Direktor der Franckeschen Stiftungen
- Adolf Albrecht (* 1855; † 1930), sozialdemokratischer Politiker
- Franz Peters (* 1888; † 1933), Politiker (SPD) und Mitglied des Reichstages
- Karl Meseberg (* 1891; † 1919), Mitglied des Arbeiter- und Soldatenrates Halle
- Werner Lueben (* 1894; † 1944), Generalstabsrichter
- Otto Müller (* 1898; † 1979), Maler und Graphiker
- Horst-Tanu Margraf (* 1903; † 1978), Dirigent und Generalmusikdirektor des Landestheaters in Halle
- Martha Brautzsch (* 1907; † 1946), Funktionärin der KPD
- Walter Dreizner (* 1908; † 1996), Fotograf
- Heinz Grahneis (* 1915; † 2007), Professor für Allgemeinmedizin
- Konrad Onasch (* 1916; † 2007), Kirchenhistoriker und Professor an der Martin-Luther-Universität
- Edith Bergner (* 1917; † 1998), Kinderbuchautorin und Schriftstellerin